# Distretto di Dantu
Il distretto di Dantu (丹徒区S, Dāntú QūP) è un distretto della Cina, situato nella provincia di Jiangsu e amministrato dalla prefettura di Zhenjiang. In questo distretto nacque lo scrittore e archeologo Liu E.